# 竹节草
竹节草（学名：Chrysopogon aciculatus），为禾本科金鬚茅属下的一个植物种。
自2020年「颱風利奇馬」被除名後，颱風委員會決定用本植物名稱代替。